# Way Redak
Way Redak is een bestuurslaag in het regentschap Lampung Barat van de provincie Lampung, Indonesië. Way Redak telt 886 inwoners (volkstelling 2010).